# Касре-Ширин (шахрестан)
Касре-Шири́н (перс. شهرستان قصر شیرین‎) — одна из 14 областей (шахрестанов) иранской провинции Керманшах. Административный центр — город Каср-э-Ширин.
В состав шахрестана входят районы (бахши):
- Меркези (центральный) (بخش مرکزی)
- Сумар (بخش سومار)

Население области на 2006 год составляло 19 821 человека.

## Населённые пункты
| Русское название | Оригинальное название (фарси) | Население, чел. (2006) |
| ---------------- | ----------------------------- | ---------------------- |
| Касре-Ширин      | قصرشيرين                      | 15 437                 |
| Сумар            | سومار                         | 20                     |